# Tavo akys
Tavo akys är en låt framförd av den litauiska rockgruppen Katarsis. Låten, som är skriven av Lukas Radzevičius, representerade Litauen i Eurovision Song Contest 2025 i Basel i Schweiz där den slutade på en 16:e plats.